# Рајнахаузен (Брајсгау)
Рајнахаузен (њем. Rheinhausen) општина је у њемачкој савезној држави Баден-Виртемберг. Једно је од 24 општинска средишта округа Емендинген. Према процјени из 2010. у општини је живјело 3.446 становника. Посједује регионалну шифру (AGS) 8316053.

## Географски и демографски подаци
Рајнахаузен се налази у савезној држави Баден-Виртемберг у округу Емендинген. Општина се налази на надморској висини од 174 метра. Површина општине износи 22,0 km². У самом мјесту је, према процјени из 2010. године, живјело 3.446 становника. Просјечна густина становништва износи 157 становника/km².